# Ida Bock
Ida Bock (geborene Schlesinger; auch unter dem Pseudonym Ida Bock-Stieber; geboren am 5. September 1872 in Wien; gestorben am 12. August 1940 in Wien) war eine deutsche Journalistin und Schriftstellerin.
Sie lebte von 1911 bis 1913 in Berlin, danach als Redakteurin in Wien. Sie arbeitete für den Ullstein-Verlag und die Neue Freie Presse. Seit 1902 war sie mit Theodor Ferdinand Bock verheiratet.

## Werke
- Die Bernhardmädeln (Roman) 1902 (Fortsetzung 1904 u. d. T. Der Heimweg)
- Der sterbende Amor (Novelle) 1903
- Sehnsucht (Einakterzyklus) 1904
- Die Bernhardmädeln (Schausp.) 1904
- Vor Torschluß (Roman) 1904
- Dornröschen (Novelle) 1906
- Am Glück fast vorüber (Roman) 1908
- Der Fall Deinhardstein (Roman) 1909
- Schiffbruch im Hafen (Roman) 1910
- Stärker denn alles ist die Liebe (Roman) 1910
- Wenn das Schicksal will (Roman) 1911
- Schuld (Roman) 1912
- Das Licht in der Finsternis (Roman) 1917
- Armer Peter (Roman) 1920
- Der Weg ins Freie (Roman) 1923
- Regisseur Zufall (Roman) 1924
- Gespenster (Roman) 1925
- Morton und Co. (Roman) 1925
- Die tanzende Mumie (Roman) 1926
- Zeugen (Roman) 1927
- Der Schleier der Venus (Roman) 1928
- Komödie des Lebens (Roman) 1931
- Kamerad Eva (Roman) 1933
- Wie bewirte ich meine Gäste? (gastronomischer Ratgeber; mit M. Weiß) 1933
- Kannst Du vergessen? (Roman) 1935
- Das Glück der Eva Warnstedt (Roman) 1936